# Remarkables Conservation Area
Das Remarkables Conservation Area ist ein unter Naturschutz stehendes Gebiet in der Region Otago auf der Südinsel von Neuseeland. Das Gebiet untersteht dem Department of Conservation.

## Geographie
Das Gebiet des Remarkables Conservation Area befindet sich östlich des südlicheren Teils des Lake Wakatipu, knapp 10 km südostöstlich von Queenstown entfernt. Das Conservation Area deckt größtenteils das bis zu 2307 m hohe Gebirge The Remarkables ab, das sich hier an der Südostseite des Lake Wakatipu über rund 12,5 km nach Norden erstrecken.